# Forego
Forego (1970-1997) est un cheval de course pur-sang anglais né aux États-Unis, fils de Forli et Lady Golconda, par Hasty Road. Membre du Hall of Fame et trois fois cheval de l'année, il fut l'un des plus grands champions américains du XXe siècle.

## Carrière de courses
Forego fut un champion tardif. Difficile dans sa jeunesse, handicapé par une croissance longue et un modèle très imposant, ce fils du crack argentin Forli fut castré tôt, ce qui ne l'empêcha pas de faire partie de l'élite de sa génération à 3 ans. Mais il eut le malheur de naître la même année qu'un autre phénomène, Secretariat, qui remportait la triple couronne tandis qu'il se classa tout de même valeureusement 4e d'un Kentucky Derby disputé en un temps record. Arrivé à maturité à 4 ans, et alors que Secretariat se retirait pour accomplir ses devoirs de reproducteurs, Forego trusta les victoires dans les courses de chevaux d'âge, notamment les handicaps, où il devait supporter une montagne de plomb, souvent plus de 65 kg, quand ses adversaires lui rendait parfois jusqu'à 17 kg. Très populaire et très spectaculaire, il s'adjugea une multitude d'épreuves de prestiges, trustant les victoires notamment dans les Woodward Stakes, qui devinrent sa chasse gardée (4 victoires consécutives), et dont il détient toujours le record, en 1'45"80 (1976). 
Les exploits de Forego lui ont valu une multitude de reconnaissance et un record, celui du nombre d'Eclipse Awards reçus, huit au total : Cheval de l'année en 1974, 1975 et 1976 (seul Kelso a fait mieux, avec cinq titres), cheval d'âge de l'année (1974, 1975, 1976, 1977), et Sprinter de l'année (1974). Il a été introduit au Hall of Fame des courses américaines un an seulement après sa retraite, en 1979, alors que la tradition suppose d'attendre une décennie. Au classement des 100 chevaux américains du siècle établi par le magazine The Blood-Horse, il occupe la 8e place.
Retiré de la compétition en 1978, Forego est envoyé au Kentucky Horse Park, une sorte de maison de retraite pour champions, où il est euthanasié en 1997 à la suite d'une fracture.

### Résumé de carrière
| Date          | Hippodrome      | Pays        | Course                    | Statut      | Distance    | Jockey       | Place       | Écart       | Vainqueur ou deuxième |
| 1973, 3 ans   | 1973, 3 ans     | 1973, 3 ans | 1973, 3 ans               | 1973, 3 ans | 1973, 3 ans | 1973, 3 ans  | 1973, 3 ans | 1973, 3 ans | 1973, 3 ans           |
| ------------- | --------------- | ----------- | ------------------------- | ----------- | ----------- | ------------ | ----------- | ----------- | --------------------- |
| 17 janvier    | Hialeah Park    | États-Unis  | Maiden                    |             | 1 400 m     | P. Anderson  | 4e / 12     | 7           | Buffalo Lark          |
| 29 janvier    | Hialeah Park    | États-Unis  | Maiden                    |             | 1 200 m     | P. Anderson  | 1er / 11    | 8           | Jonata                |
| 10 février    | Hialeah Park    | États-Unis  | Allowance                 |             | 1 200 m     | P. Anderson  | 1er / 8     | 2 ½         | Borage                |
| 7 mars        | Gulfstream Park | États-Unis  | Hutcheson Stakes          | Gr. 3       | 1 400 m     | P. Anderson  | 2e / 7      | 3 ¼         | Shecky Greene         |
| 24 mars       | Gulfstream Park | États-Unis  | Allowance                 |             | 1 400 m     | P. Anderson  | 1er / 8     | 2           | Cade's Cove           |
| 31 mars       | Gulfstream Park | États-Unis  | Florida Derby             | Gr. 1       | 1 800 m     | P. Anderson  | 2e / 8      | 3           | Royal and Regal       |
| 26 avril      | Keeneland       | États-Unis  | Bluegrass Stakes          | Gr. 1       | 1 800 m     | P. Anderson  | 5e / 9      | 5           | My Gallant            |
| 5 mai         | Churchill Downs | États-Unis  | Kentucky Derby            | Gr. 1       | 2 000 m     | P. Anderson  | 4e / 13     | 11          | Secretariat           |
| 30 mai        | Belmont Park    | États-Unis  | Withers Stakes            | Gr. 2       | 1 600 m     | P. Anderson  | 3e / 6      | 5           | Linda's Chief         |
| 9 juin        | Belmont Park    | États-Unis  | Allowance                 |             | 1 700 m     | H. Gustines  | 1er / 10    | 9           | Adaptive Ace          |
| 24 août       | Saratoga        | États-Unis  | Allowance                 |             | 1 400 m     | P. Anderson  | 3e / 6      | 7 ¼         | Prove Out             |
| 1er septembre | Belmont Park    | États-Unis  | Allowance                 |             | 1 400 m     | H. Gustines  | 1er / 6     | tête        | Cutlass               |
| 15 septembre  | Belmont Park    | États-Unis  | Allowance                 |             | 1 600 m     | H. Gustines  | 1er / 8     | 2 ½         | Arbees Boy            |
| 8 octobre     | Belmont Park    | États-Unis  | Allowance                 |             | 1 600 m     | H. Gustines  | 1er / 5     | 5 ½         | Rule by Reason        |
| 20 octobre    | Aqueduct        | États-Unis  | Jerome Handicap           | Gr. 2       | 1 600 m     | H. Gustines  | 2e / 10     | tête        | Step Nicely           |
| 10 novembre   | Aqueduct        | États-Unis  | Allowance                 |             | 1 400 m     | H. Gustines  | 3e / 5      | 4           | North Sea             |
| 24 novembre   | Aqueduct        | États-Unis  | Roamer Handicap           | Gr. 2       | 1 900 m     | H. Gustines  | 1er / 10    | 5           | My Gallant            |
| 8 décembre    | Aqueduct        | États-Unis  | Discovery Handicap        |             | 1 800 m     | H. Gustines  | 1er / 7     | 3/4         | My Gallant            |
| 1974, 4 ans   |                 |             |                           |             |             |              |             |             |                       |
| 9 février     | Gulfstream Park | États-Unis  | Donn Handicap             | Gr. 3       | 1 800 m     | H. Gustines  | 1er / 5     | nez         | True Knight           |
| 23 février    | Gulfstream Park | États-Unis  | Gulfstream Park Handicap  | Gr. 2       | 2 000 m     | H. Gustines  | 1er / 6     | 1/2         | True Knight           |
| 23 mars       | Hialeah Park    | États-Unis  | Widener Handicap          | Gr. 1       | 2 000 m     | H. Gustines  | 1er / 7     | 1           | True Knight           |
| 18 mai        | Belmont Park    | États-Unis  | Carter Handicap           | Gr. 2       | 1 400 m     | H. Gustines  | 1er / 8     | 2 ¼         | Mr. Prospector        |
| 27 mai        | Belmont Park    | États-Unis  | Metropolitan Handicap     | Gr. 1       | 1 600 m     | H. Gustines  | 2e / 8      | 2           | Arbees Boy            |
| 26 juin       | Aqueduct        | États-Unis  | Nassau County Handicap    | Gr. 3       | 1 400 m     | H. Gustines  | 2e / 6      | 1/2         | Timeless Moment       |
| 4 juillet     | Aqueduct        | États-Unis  | Brooklyn Handicap         | Gr. 1       | 1 900 m     | H. Gustines  | 1er / 7     | 3/4         | Billy Come Lately     |
| 20 juillet    | Aqueduct        | États-Unis  | Suburban Handicap         | Gr. 1       | 2 000 m     | H. Gustines  | 3e / 10     | 1 ½         | True Knight           |
| 2 septembre   | Belmont Park    | États-Unis  | Governor Stakes           | Gr. 1       | 1 800 m     | H. Gustines  | 4e / 10     | 2 ½         | Big Spruce            |
| 14 septembre  | Belmont Park    | États-Unis  | Marlboro Cup Invitational | Gr. 1       | 1 800 m     | H. Gustines  | 3e / 10     | 4           | Big Spruce            |
| 28 septembre  | Belmont Park    | États-Unis  | Woodward Stakes           | Gr. 1       | 2 400 m     | H. Gustines  | 1er / 11    | enc.        | Arbees Boy            |
| 19 octobre    | Aqueduct        | États-Unis  | Vosburgh Handicap         | Gr. 2       | 1 400 m     | H. Gustines  | 1er / 12    | 3 ½         | Stop The Music        |
| 9 décembre    | Aqueduct        | États-Unis  | Jockey Club Gold Cup      | Gr. 1       | 3 200 m     | H. Gustines  | 1er / 8     | 2 ½         | Copte                 |
| 1975, 5 ans   |                 |             |                           |             |             |              |             |             |                       |
| 1er février   | Delaware Park   | États-Unis  | Seminole Handicap         | Gr. 2       | 1 800 m     | H. Gustines  | 1er / 8     | 3/4         | Mr. Door              |
| 15 février    | Hialeah Park    | États-Unis  | Widener Handicap          | Gr. 1       | 2 000 m     | H. Gustines  | 1er / 9     | 1 ¼         | Hat Full              |
| 17 mai        | Belmont Park    | États-Unis  | Carter Handicap           | Gr. 2       | 1 400 m     | H. Gustines  | 1er / 10    | tête        | Stop The Music        |
| 26 mai        | Belmont Park    | États-Unis  | Metropolitan Handicap     | Gr. 1       | 1 600 m     | H. Gustines  | 3e / 7      | 1           | Gold And Myrrh        |
| 4 juillet     | Aqueduct        | États-Unis  | Brooklyn Handicap         | Gr. 1       | 2 000 m     | H. Gustines  | 1er / 8     | 1 ½         | Monetary Principle    |
| 19 juillet    | Aqueduct        | États-Unis  | Suburban Handicap         | Gr. 1       | 2 400 m     | H. Gustines  | 1er / 7     | tête        | Arbees Boy            |
| 1er septembre | Belmont Park    | États-Unis  | Governor Stakes           | Gr. 1       | 1 800 m     | H. Gustines  | 4e / 10     | 2 ¾         | Wajima                |
| 13 septembre  | Belmont Park    | États-Unis  | Marlboro Cup Invitational | Gr. 1       | 2 000 m     | H. Gustines  | 2e / 7      | tête        | Wajima                |
| 27 septembre  | Belmont Park    | États-Unis  | Woodward Stakes           | Gr. 1       | 2 400 m     | H. Gustines  | 1er / 6     | 1 ¾         | Wajima                |
| 1976, 6 ans   |                 |             |                           |             |             |              |             |             |                       |
| 20 mai        | Belmont Park    | États-Unis  | Allowance                 |             | 1 400 m     | H. Gustines  | 1er / 4     | 1 ¼         | Wishing Stone         |
| 31 mai        | Belmont Park    | États-Unis  | Metropolitan Handicap     | Gr. 1       | 1 600 m     | H. Gustines  | 1er / 6     | tête        | Master Derby          |
| 13 juin       | Belmont Park    | États-Unis  | Nassau County Handicap    | Gr. 3       | 1 800 m     | H. Gustines  | 1er / 5     | 2 ¾         | El Pitirre            |
| 5 juillet     | Aqueduct        | États-Unis  | Suburban Handicap         | Gr. 1       | 1 900 m     | H. Gustines  | 2e / 4      | nez         | Foolish Pleasure      |
| 24 juillet    | Aqueduct        | États-Unis  | Brooklyn Handicap         | Gr. 1       | 2 000 m     | H. Gustines  | 1er / 8     | 2           | Lord Rebeau           |
| 21 août       | Monmouth Park   | États-Unis  | Amory L. Haskell Handicap | Gr. 1       | 2 000 m     | H. Gustines  | 2e / 8      | 1           | Hatchet Man           |
| 18 septembre  | Belmont Park    | États-Unis  | Woodward Stakes           | Gr. 1       | 1 800 m     | B. Shoemaker | 1er / 10    | 1 ¼         | Dance Spell           |
| 2 octobre     | Belmont Park    | États-Unis  | Marlboro Cup Invitational | Gr. 1       | 2 000 m     | B. Shoemaker | 1er / 11    | tête        | Honest Pleasure       |
| 1977, 7 ans   |                 |             |                           |             |             |              |             |             |                       |
| 23 mai        | Belmont Park    | États-Unis  | Allowance                 |             | 1 400 m     | B. Shoemaker | 1er / 5     | 1/2         | Dance Spell           |
| 30 mai        | Belmont Park    | États-Unis  | Metropolitan Handicap     | Gr. 1       | 1 600 m     | B. Shoemaker | 1er / 12    | 2           | Co Host               |
| 13 juin       | Belmont Park    | États-Unis  | Nassau County Handicap    | Gr. 3       | 1 800 m     | B. Shoemaker | 1er / 7     | 1/2         | Co Host               |
| 4 juillet     | Belmont Park    | États-Unis  | Suburban Handicap         | Gr. 1       | 2 000 m     | B. Shoemaker | 2e / 6      | enc.        | Quiet Little Table    |
| 23 juillet    | Belmont Park    | États-Unis  | Brooklyn Handicap         | Gr. 1       | 2 400 m     | B. Shoemaker | 2e / 13     | 11          | Great Contractor      |
| 6 août        | Saratoga        | États-Unis  | Whitney Handicap          | Gr. 2       | 1 800 m     | B. Shoemaker | 7e / 7      | 18          | Nearly on Time        |
| 17 septembre  | Belmont Park    | États-Unis  | Woodward Stakes           | Gr. 1       | 1 800 m     | B. Shoemaker | 1er / 10    | 1 ½         | Silver Series         |
| 1978, 8 ans   |                 |             |                           |             |             |              |             |             |                       |
| 20 mai        | Belmont Park    | États-Unis  | Allowance                 |             | 1 400 m     | B. Shoemaker | 1er / 4     | enc.        | Dr. Patches           |
| 24 septembre  | Belmont Park    | États-Unis  | Suburban Handicap         | Gr. 1       | 2 000 m     | B. Shoemaker | 5e / 6      | 14          | Upper Nile            |

## Origines
Forego est un fils de l'Argentin Forli, invaincu à 3 ans et vainqueur de la Triple Couronne dans son pays où il fut cheval de l'année en 1966. Importé aux États-Unis l'année suivante, il s'imposa pour ses débuts en mai 1967 avant de souffrir d'une blessure. Il revint en juillet le temps de remporter une course d'exhibition avant de subir sa première défaite dans le Citation Handicap face à Dominar et de se retirer de la compétition. Installé au grand haras Claiborne Farm, il devint un excellent reproducteur des deux côtés de l'Atlantique, puisqu'il a donné les Anglais Thatch (St. James's Palace Stakes, July Cup, Sussex Stakes) ou Sadeem (Ascot Gold Cup). Il fut également un influent père de mères avec ses filles Tuerta (mère de Swale, vainqueur du Kentucky Derby et des Belmont Stakes) et surtout Special, mère du grand étalon Nureyev et grand-mère du chef de race Sadler's Wells.  

### Pedigree
| Origines de Forego (USA), hongre né en 1970 | Origines de Forego (USA), hongre né en 1970 | Origines de Forego (USA), hongre né en 1970 | Origines de Forego (USA), hongre né en 1970 |
| ------------------------------------------- | ------------------------------------------- | ------------------------------------------- | ------------------------------------------- |
| Père Forli                                  | Aristophanes                                | Hyperion                                    | Gainsborough                                |
| Père Forli                                  | Aristophanes                                | Hyperion                                    | Selene                                      |
| Père Forli                                  | Aristophanes                                | Commotion                                   | Mieuxce                                     |
| Père Forli                                  | Aristophanes                                | Commotion                                   | Riot                                        |
| Père Forli                                  | Trevisa                                     | Advocate                                    | Fair Trial                                  |
| Père Forli                                  | Trevisa                                     | Advocate                                    | Guiding Star                                |
| Père Forli                                  | Trevisa                                     | Veneta                                      | Foxglove                                    |
| Père Forli                                  | Trevisa                                     | Veneta                                      | Dogaresa                                    |
| Mère Lady Golconda                          | Hasty Road                                  | Roman                                       | Sir Gallahad III                            |
| Mère Lady Golconda                          | Hasty Road                                  | Roman                                       | Buckup                                      |
| Mère Lady Golconda                          | Hasty Road                                  | Traffic Court                               | Discovery                                   |
| Mère Lady Golconda                          | Hasty Road                                  | Traffic Court                               | Traffic                                     |
| Mère Lady Golconda                          | Girlea                                      | Bull Lea                                    | Bull Dog                                    |
| Mère Lady Golconda                          | Girlea                                      | Bull Lea                                    | Rose Leaves                                 |
| Mère Lady Golconda                          | Girlea                                      | Whirling Girl                               | Whrilaway                                   |
| Mère Lady Golconda                          | Girlea                                      | Whirling Girl                               | Nelly Flag (famille 9-f)                    |